# ماركو ساندي
ماركو ساندي (بالإسبانية: Marco Sandy)‏ (مواليد 29 أغسطس 1971) هو لاعب كرة قدم. يلعب مع منتخب بوليفيا لكرة القدم. سبق له أن لعب في كأس العالم لكرة القدم مع منتخب بلاده.

## روابط خارجية
- ماركو ساندي على موقع قاعدة بيانات كرة القدم.إي يو (الإنجليزية)
- ماركو ساندي على موقع ناشيونال فوتبول تيمز (الإنجليزية)